# 이응경
이응경(李應敬, 1966년 2월 3일 ~ )은 대한민국의 배우다.

## 데뷔
1987년 KBS 한국방송공사 특채 탤런트로 정식 데뷔하였다.
1988년 영화 <이장호의 외인구단 2>로 영화계에 정식 데뷔하였다.

## 학력
- 전농여자중학교 졸업 (1981년)
- 이화여자고등학교 졸업 (1984년)
- 인하공업전문대학 항공운항과 전문학사

## 출연작/연기 활동

### 드라마

#### KBS
- 1987년 KBS1 청춘드라마 《사랑이 꽃피는 나무》 ... (단역)
- 1988년 KBS2 수목드라마 《황금의 탑》 ... (단역)
- 1988년 KBS2 미니시리즈 《그해 겨울은 따뜻했네》 ... 수인 역
- 1989년 KBS2 단막드라마 《TV 손자병법》 ... 연서진 역
- 1991년 KBS2 토요드라마 《가족》
- 1994년 KBS2 대하드라마 《한명회》 ... 한명회의 첩 역
- 1994년 KBS2 주말연속극 《남자는 외로워》 ... 재희 역
- 1994년 KBS2 일일연속극 《한쪽 눈을 감아요》
- 1997년 KBS2 주말연속극 《아씨》 ... 아씨 역
- 1999년 KBS2 미니시리즈 《마법의 성》 ... 한 여사 역
- 2000년 KBS2 주말연속극 《태양은 가득히》 ... 장문희 역
- 2002년 KBS2 미니시리즈 《햇빛 사냥》 ... 이승혜 역
- 2003년 KBS2 청소년드라마 《반올림》 ... 옥림의 모, 김성희 역
- 2004년 KBS1 아침드라마 《TV소설 그대는 별》 ... 황애심 역
- 2005년 KBS2 청소년드라마 《반올림 2》 ... 옥림의 모, 김성희 역
- 2007년 KBS2 청소년드라마 《최강! 울엄마》 ... 채린 모, 김영자 역
- 2007년 KBS1 아침드라마 《TV소설 아름다운 시절》 ... 천미자 역
- 2008년 KBS2 아침 일일연속극 《아내와 여자》 ... 박연하 역
- 2009년 KBS1 저녁 일일연속극 《다 함께 차차차》 ... 나은혜 역
- 2013년 KBS2 주말연속극 《최고다 이순신》 ... 윤수정 역
- 2014년 KBS2 저녁 일일연속극 《천상여자》 ... 나달녀 역
- 2015년 KBS2 저녁 일일연속극 《오늘부터 사랑해》 ... 양미자 역
- 2017년 KBS1 저녁 일일연속극 《무궁화 꽃이 피었습니다》 ... 오경아 / 오춘래 역
- 2018년 KBS2 주말연속극 《같이 살래요》
- 2018년 KBS2 저녁 일일연속극 《끝까지 사랑》 ... 서미순 역
- 2020년 KBS1 저녁 일일연속극 《기막힌 유산》 ... 김용미 역
- 2021년 KBS1 대하 특별기획 드라마 《태종 이방원》 ... 여산 송씨 역
- 2023년 KBS1 저녁 일일연속극 《금이야 옥이야》 ... 황찬란 역

#### MBC
- 1990년 MBC 수목드라마 《그 여자》
- 1990년 MBC 대하드라마 《대원군》 ... 숙의 온양 방씨 역
- 1991년 MBC 아침드라마 《또 하나의 행복》
- 1991년 MBC 미니시리즈 《행복어사전》 ... 차성희 역
- 1991년 MBC 미니시리즈 《동의보감》 ... 다희 역
- 1992년 MBC 미니시리즈 《춘원 이광수》 ... 허영숙 역
- 1992년 MBC 미니시리즈 《질투》 ... 한영애 역
- 1992년 MBC 아침드라마 《이젠 아무도 사랑하지 않는다》 ... 이혜인 역
- 1993년 MBC 《해야 솟아라》
- 1993년 MBC 미니시리즈 《나는 천사가 아니다》 ... 세화 역
- 1996년 MBC 설날특집극 《춘향아씨 한양 왔네》
- 1996년 MBC 미니시리즈 《애인》 ... 이명애 역
- 1996년 MBC 단막극 《베스트극장 - 나, 28세 미혼》
- 1998년 MBC 아침드라마 《사랑을 위하여》
- 2001년 MBC 일일연속극 《보고싶은 얼굴》 ... 서지현 / 윤수경 역
- 2002년 MBC 미니시리즈 《고백》 ... 이정희 역
- 2003년 MBC 주말연속극 《회전목마》 ... 유명자 역
- 2007년 MBC 미니시리즈 《뉴하트》 ... 김혜숙 역
- 2012년 MBC 미니시리즈 《아이두 아이두》 ... 의사 역 (특별출연)
- 2013년 ~ 2014년 MBC 월화드라마 《기황후》 ... 노상궁 역
- 2015년 MBC 아침연속극 《내일도 승리》 ... 공초희 역
- 2017년 MBC 아침드라마 《역류》 ... 양수경 역

#### 타방송사
- 1991년 SBS 일요아침드라마 《사랑의 풍차》
- 1992년 SBS 주간단막극 《청실홍실》
- 1992년 SBS 주말극장 《모래위의 욕망》 ... 성주 역
- 1997년 SBS 주말극장 《꿈의 궁전》
- 1998년 SBS 일일연속극 《서울 탱고》
- 1999년 SBS 아침드라마 《첼로》 ... 정명희 역
- 2000년 SBS 일일연속극 《자꾸만 보고싶네》 ... 오동희 역
- 2002년 SBS 일일연속극 《오남매》 ... 서인순 역
- 2002년 SBS 일일시트콤 《똑바로 살아라》 ... 이응경 역
- 2004년 SBS 주말특별기획 《매직》 ... 김미정 역
- 2004년 SBS 드라마스페셜 《유리화》 ... 차진주 역
- 2006년 SBS 아침드라마 《사랑하고 싶다》 ... 우여진 역
- 2008년 SBS 일일연속극 《애자 언니 민자》 ... 주애자 역
- 2010년 SBS 일일연속극 《호박꽃 순정》 ... 세미 역
- 2011년 SBS Plus 주간시트콤 《오 마이 갓》
- 2012년 TV조선 미니시리즈 《프로포즈 대작전》 ... 오정림 역
- 2012년 SBS 주말극장 《맛있는 인생》 ... 조혜란 역
- 2013년 tvN 미니시리즈 《나인: 아홉 번의 시간여행》 ... 2012년 김유진 역
- 2014년 tvN 월화드라마 《마녀의 연애》 ... 백수정 역
- 2014년 SBS 일일연속극 《사랑만 할래》 ... 이영란 역
- 2016년 SBS 아침연속극 《아임 쏘리 강남구》 ... 정숙자 역
- 2019년 tvN 금요드라마 《쌉니다 천리마마트》 ... 문석구의 어머니 역 (특별출연)
- 2020년 MBC every1 《연애는 귀찮지만 외로운 건 싫어!》

### 영화 출연
- 2017년 《지렁이》
- 2005년 《제니, 주노》 ... 주노 엄마 역
- 2004년 《돈 텔 파파》 ... 에레나 김 역
- 2004년 《분신사바》(우정출연)
- 2004년 《내 사랑 싸가지》 ... 하영 모 역
- 2001년 《조폭 마누라》 ... 은진의 언니 역 (우정출연)
- 1997년 《그는 나에게 지타를 아느냐고 물었다》 ... 혜숙 역
- 1996년 《어른들은 청어를 굽는다》 ... 서운영 역
- 1996년 《돼지가 우물에 빠진 날》 ... 보경 역
- 1994년 《젊은 남자》 ... 차승혜 역
- 1990년 《미친 사랑의 노래》 ... 미정 역
- 1990년 《남자 시장》 ... 재희 역
- 1989년 《25불의 인간》
- 1989년 《내 사랑 동키호테》 ... 응경 역
- 1988년 《이장호의 외인구단 2》 ... 엄지 역

### 라디오 프로그램
- 2015년 EBS FM 《EBS 책 읽는 라디오 낭독 시리즈》

## 광고
- 2019년 3H 스마트 지압 침대 킹
- 1997년 일동 용암 유황천
- 1997년 종근당 펜잘
- 1997년 동국제약 복합 마데카솔
- 1995년 드봉 링클케어
- 1994년 럭키 화이트케어
- 1992년 쓰리에스샴푸 - 3단계
- 1991년 나드리 코티에센지아 - 아름다움의 신화 편
- 1991년 나드리 재스퍼쿨 - 상쾌한 여자 편
- 1991년 나드리 재스퍼 모이스처메이크업 - 환상 편
- 1991년 영우 쏘시에
- 1990년 나드리 재스퍼 - 환상의 꽃 편
- 1990년 나드리 재스퍼쿨 - 얼음궁전 편
- 1990년 나드리 재스퍼그린 - 봄 리듬 편
- 1989년 나드리 재스퍼 - 뷰티살롱 편
- 1989년 나드리 코티 버태니컬즈 - 해변의 여인 편
- 1989년 나드리 에스비쓰리레몬 - 봄의 메세지 편
- 1989년 나드리 에스비쓰리레몬 - 도형 편
- 1988년 아모레 탐스핀메이컵 - 패션쇼 편
- 1988년 기아 프라이드
- 1988년 신도리코 - 첨단기술 편
- 1987년 삼성 마이마이
- 그 외 LG 화장품 링클케어 등 다수

## 수상
- 1997년 제33회 백상예술대상 TV 시리즈 부문 인기상 《꿈의 궁전》

## 가족 관계
- 어머니 : 조금연
- 배우자 : 최갑수 - 1987년 결혼, 2000년 이혼
  - 딸 : 최지혜
- 배우자 : 이진우(1968년 12월 8일 ~ ) - 2005년 재혼